# Florent Manaudou
Florent Manaudou (Villeurbanne, 12 de novembre del 1990) és un nedador francès, campió olímpic dels 50 metres lliures en els Jocs Olímpics de 2012 a Londres. És fill de pare francès i mare holandesa, i germà petit de Laure Manaudou, també medallista d'or olímpica.

## Vida personal
Començà a nedar sota la direcció del seu germà gran, Nicholas Manaudou, i més tard es va unir al club de natació de Marsella, França. El 2007 va ser campió júnior de França en la prova d'estil lliure de 50 metres. El 2009 es va allistar a l'Exèrcit Francès i fou destinat a un regiment d'artilleria.
Ell i la seva germana Laure van ser els primers germans a guanyar, tots dos, medalles d'or olímpiques en natació. Manaudou va ser guardonat amb el grau de Cavaller de l'Orde de la Legió d'honor pels seus "mèrits eminents" a la natació per la seva actuació el 2012.

## Carrera de nedador
En la seva única prova individual al Campionat Mundial de Natació de 2011 a Xangai, els 50 metres papallona, Manaudou quedà cinquè a la final amb un temps de 23,49. Va ser una mica més lent que els temps que havia fet a les sèries (23,31) i a les semifinals (23,32) Manaudou també va competir en les eliminatòries dels relleus 4 × 100 metres nedant al tram de papallona, amb un parcial de 54,02. L'equip francès no va avançar a la final amb un temps total de 3:36.21.
En els assaigs olímpics francesos, Manaudou es va classificar per als Jocs Olímpics de 2012 a Londres en acabar segon darrere d'Amaury Leveaux en els 50 metres lliures amb un temps de 21,95. Tot i entrar als Jocs Olímpics amb el desè millor temps de l'any en els 50 metres lliures masculins, Manaudou va guanyar la medalla d'or en aquest esdeveniment (l'únic en què va participar). Es va convertir així en el primer francès medallista d'or dels 50 metres lliures masculins i el sisè campió olímpic francès en una prova individual. A la final Manaudou va fer un temps de 21,34 i va acabar per davant de Cullen Jones i el favorit César Cielo, el campió i plusmarquista mundial de la defensa. El temps de Manaudou va ser lleugerament més lent que el rècord olímpic de 21,30 de Cielo el 2008, però va fer el millor temps nedant en tèxtil (és a dir, sense un banyador d'alta tecnologia fet de materials no tèxtils). Prèviament, Manaudou havia fet un temps de 22,09 a les eliminatòries i de 21,80 a les semifinals.
Després dels Jocs Olímpics, Manaudou va competir al Campionat d'Europa de natació en piscina curta i al Campionat del Món de natació en piscina curta de 2012. Al campionat europeu, celebrat a Chartres, Manaudou va guanyar cinc medalles d'or, una individualment als 50 metres lliures amb un temps de 20,70 Al Campionat Mundial a Istanbul, Manaudou va guanyar una medalla de plata i una de bronze. Als 50 metres lliures, Manaudou va ser segon, per darrere del nedador rus Vladimir Morozov (a qui havia guanyat a Chartres) per tres dècimes de segon (0,33) amb un temps de 20,88.

## Millors marques
A 20 d'agost, 2016.
| Event         | Temps | Esdeveniment            |
| 50m lliures   | 21.19 | Campionat Mundial 2015  |
| 100m lliures  | 47.98 | Campionat d'Europa 2014 |
| 50m papallona | 22.84 | Campionat Mundial 2015  |

| Event        | Temps      | Esdeveniment             |
| 50m lliures  | 20.26 (RM) | Campionat Mundial 2014   |
| 100m lliures | 45.04      | Campionat de França 2013 |
| 50m esquena  | 22.22 (RM) | Campionat Mundial 2014   |